# マヌエル・デ・アリアガ
マヌエル・デ・アリアガ（ポルトガル語: Manuel José de Arriaga Brum da Silveira e Peyrelongue、 1840年7月8日 - 1917年3月5日）はポルトガル共和国の初代大統領。
アリアガは1840年にアゾレス諸島のオルタという街に生まれた。1860年から1865年までコインブラ大学で学び、ポルトガル共和党に参加、1891年ごろ幹部となった。1881年にはマデイラ諸島の共和党代議士に選出され、1892年まで務めた。アリアガには演説の才能があり、共和党の支持を広げるのには大いに貢献した。また他の共和主義者と違い、カトリック教会との関係には常に気を配っていた。
1910年10月5日革命によって王政が廃止され、1911年に大統領に選出されると、分裂していた共和主義の小政党を再び共和党のもとに統一しようとしたが、王党派の反乱などによって達成することはできなかった。1915年にはテオフィロ・ブラガに大統領職を譲り、1917年にリスボンで没した。